# Old Rayne
 (janvier 2024).
Old Rayne est un village situé dans l'Aberdeenshire, en Écosse.